# Philharmonia Zurich
Philharmonia Zurich est l’orchestre de l’Opéra de Zurich (Opernhaus Zürich). 
Comme ensemble indépendant avec 116 postes prévus, il existe depuis 1985 sous l’appellation d’Orchestre de l’Opéra de Zurich. Il reçoit son nouveau nom en 2012 avec le début de la direction de l’Opéra par Andreas Homoki et de l’entrée en fonction du directeur musical Fabio Luisi.

## Histoire
L’histoire du Philharmonia Zurich est étroitement liée à celle de l’Orchestre de la Tonhalle de Zurich. Des Opéras sont joués à Zurich depuis 1834, et ce jusqu’en 1890 à l’Aktientheater an der Unteren Zäunen, le premier théâtre permanent de la ville, qui a brûlé dans la nuit du Nouvel An 1890. Richard Wagner y dirige au début des années 1850, y compris ses propres opéras Le Vaisseau fantôme et Tannhäuser. Pour ses représentations, il agrandit l’orchestre, voire pour un concert, de trente jusqu’à soixante-dix musiciens. Wagner écrit en 1851 l’essai Un Théâtre à Zurich (Ein Theater in Zürich), dans lequel il formule des propositions pour réformer la vie musicale de Zurich, mais qui dans un premier temps ne sont pas réalisées. En 1853, il dirige dans le cadre de l’Allgemeine Musik-Gesellschaft AMG (Société Générale de Musique) à Zurich, le premier « Festival Wagner » à l’Aktientheater.

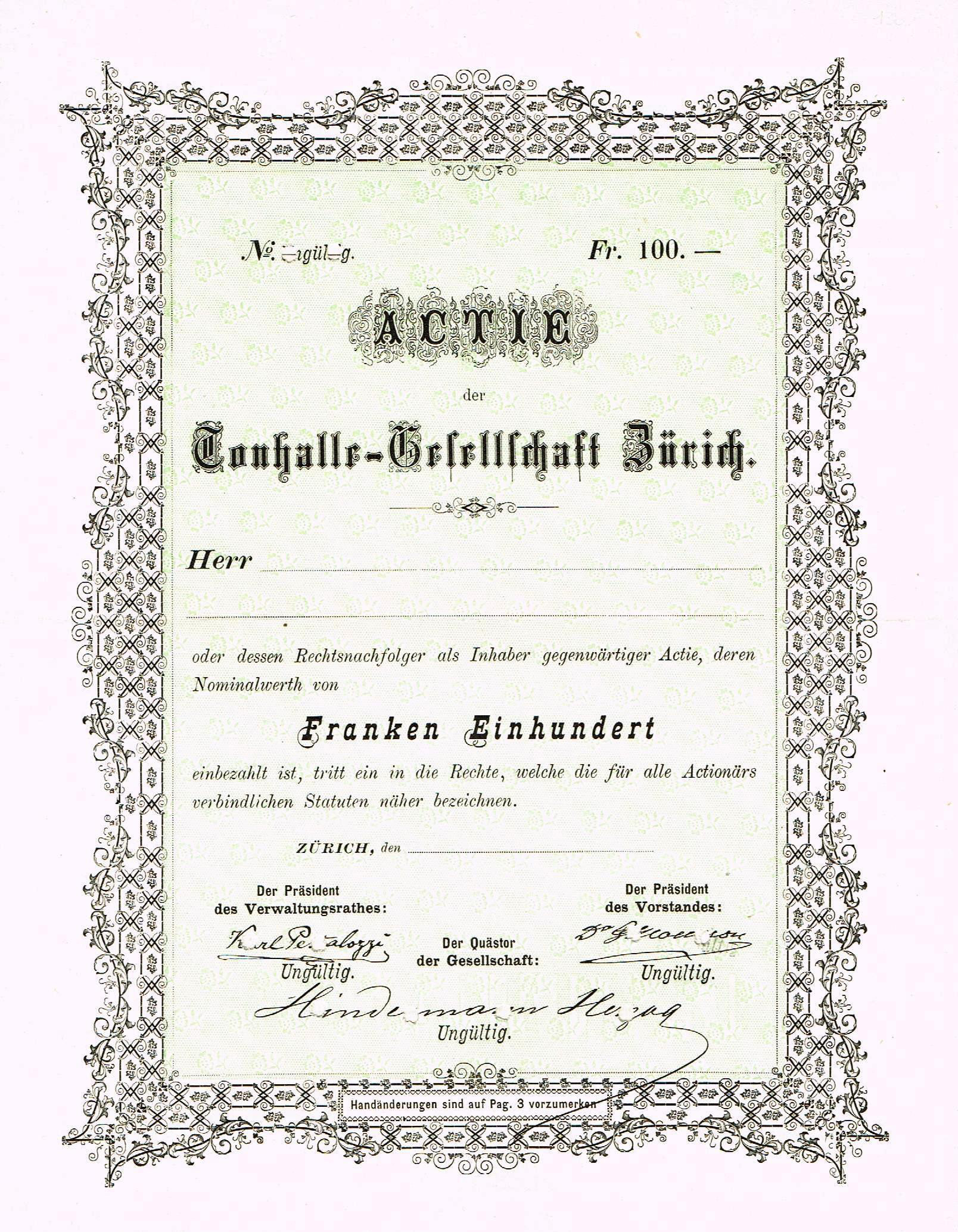
Action de la Tonhalle-Gesellschaft Zürich, blanc-seign

En 1861 est créée à Zurich l’Association d’Orchestre (Orchesterverein), un premier ensemble professionnel permanent (trente-et-un musiciens), qui devait jouer pour l’Allgemeine Musikgesellschaft (au Casino, l’actuelle cours d’assises) et pour l’Aktientheater. En 1867, le Festival suisse de Musique (Schweizerische Musikfest) a lieu à Zurich. Pour cela, l’ancien Kornhaus (située à l’emplacement de l’Opéra d’aujourd’hui) est spécialement reconstruit en Tonhalle (une salle de concert). En 1868 est créée la Tonhalle-Gesellschaft (Société de la Tonhalle) qui remplace l’Allgemeine Musikgesellschaft en tant que détentrice de l’orchestre.
L’orchestre connait de grands moments dans la vaste salle de la Tonhalle nouvellement construite en 1895 et sous la direction de son premier chef d’orchestre Friedrich Hegar et de l’ami de celui-ci, Johannes Brahms. Sous la direction plus tardive du chef d’orchestre Volkmar Andreae a lieu ensuite une collaboration intensive avec le compositeur Ferruccio Busoni. Dans le théâtre de la ville (Stadttheater, construit en 1891) on trouve des personnalités artistiques telles que Richard Strauss et le jeune Wilhelm Furtwängler, qui seront déterminantes pour la trajectoire de l’orchestre. Richard Strauss dirige et assiste à de nombreuses représentations de ses œuvres scéniques à Zurich. Des Créations de compositeurs proscrits en Allemagne et en Autriche pendant le régime nazi, telles que Lulu d’Alban Berg (1937) et Mathis le peintre de Paul Hindemith (1938) ont lieu au théâtre de la ville de Zurich. 
Beaucoup d’autres œuvres importantes du théâtre musical du XXe siècle ont aussi été créées à l’Opernhaus Zurich (théâtre de la ville depuis 1964). En ce qui concerne le genre de l’opérette, le théâtre de la ville de Zurich est aussi, au niveau international, une maison de premier plan, en particulier au moment de la discrimination de nombreux compositeurs juifs de ce genre musical comme Ralph Benatzky, Oscar Straus, Paul Abraham et Emmerich Kálmán.
En 1944, la SSR (à l’époque Société Suisse de Radiodiffusion) délaisse à Zurich son Orchestre de la Radio qui lui était rattaché. Sous l’initiative de l’ancien président de la ville de Zurich Adolf Lüchinger, l’ensemble de l’Orchestre de la Radio est incorporé à l’Orchestre de la Tonhalle le 1er décembre 1944. L’orchestre ainsi établi, composé de 142 musiciens et musiciennes (une femme fut engagée comme violoniste pour la première fois en 1946 et en 1968 on compte 15 musiciennes) est divisé en une formation de concert et une autre de théâtre et s’appelle dorénavant l’Orchestre de la Tonhalle et du Théâtre de Zurich, TTO (Tonhalle-und Theaterorchester Zürich). Il s’ensuit une réglementation contractuelle des emplois (conventions collectives de 1947, 1954, 1965) et de l’utilisation de l’orchestre entre la Société de la Tonhalle et celle du Théâtre, ainsi que la création de la direction de l’orchestre et de la commission mixte.
Les cycles Monteverdi et Mozart réalisés depuis les années 1970 avec Nikolaus Harnoncourt (direction musicale) et Jean-Pierre Ponnelle (mise en scène) correspondent aux moments forts de l’histoire de la formation du Théâtre du TTO. En même temps, des chefs d’orchestre tels que Ferdinand Leitner (Oberleiter à l'Opéra de Zurich de 1969 à 1984) et Nello Santi (directeur musical de 1958 à 1969, et depuis lors chef invité régulier) forgent l'orchestre de l'Opéra.
Des difficultés dans la planification et un désir, latent de plus d’un siècle déjà, d’une indépendance de la programmation au sein de la Société de la Tonhalle et de l’Opéra de Zurich ont conduit en 1985 ces deux institutions à une rupture de contrat de société et à la séparation du TTO en deux : d’un côté l’Orchestre de la Tonhalle de Zurich (Tonhalle-Orchester Zürich) et de l’autre, l’Orchestre de l’Opéra de Zurich (Orchester der Oper Zürich). Cette séparation se situe dans le contexte de la rénovation de l’Opéra en 1984 et du précédent débat enflammé en matière de politique culturelle, qui a provoqué dans la ville en 1980 des troubles de la jeunesse.
L’Orchestre de l’Opéra de Zurich, depuis lors indépendant, est le seul orchestre de théâtre exclusif de Suisse. Sous la direction musicale de son Oberleiter Ralf Weikert (en poste à ce titre de 1985 à 1992) la formation de théâtre du TTO du début sera continuellement agrandie (Weikert fut présent en tant que chef d’orchestre à 86 auditions de recrutement) et l’orchestre élargit son champ d’activité à travers des concerts philharmoniques, qui ont lieu environ six fois par an.
A l’intérieur de l’orchestre, se forme en 1994 l’ensemble La Scintilla, voué à la pratique sur instruments d’époque d’une exécution rigoureusement historique. Bientôt, ces activités ont été aménagées et intégrées dans les services de l’orchestre, de telle sorte que l’Opéra de Zurich dispose aujourd’hui d’un ensemble spécifique jouant sur instruments anciens, qui collabore avec d’importants chefs d’orchestre spécialistes de cette discipline comme Nikolaus Harnoncourt, William Christie, Christopher Hogwood, Giovanni Antonini entre autres.
Alexander Pereira, directeur de l'Opéra de Zurich de 1991 à 2012, s’est particulièrement investit dans la subvention et la promotion de l'orchestre. Franz Welser-Möst a exercé de 1995 à 2008 en tant que chef d'orchestre (à partir de 2005 comme directeur musical général) et a contribué à la renommée internationale de l'opéra et de son orchestre. La production de maints DVD, issus d’enregistrements de télévision, atteste de la période de direction de Pereira. Des chefs invités tels que Riccardo Chailly, Christoph von Dohnányi, Vladimir Fedosseïev, John Eliot Gardiner, Valery Gergiev, Bernard Haitink, Nikolaus Harnoncourt, Heinz Holliger, Zubin Mehta, Ingo Metzmacher, Georges Prêtre, Nello Santi, Ralf Weikert et Ivan ainsi que Adam Fischer ont travaillé depuis avec l'orchestre. Daniele Gatti a occupé le poste de chef d’orchestre de 2009 à 2012.

## Chefs d’orchestre principaux et directeurs musicaux
- 1985–1992 : Ralf Weikert
- 1995–2008 : Franz Welser-Möst
- 2009–2012 : Daniele Gatti
- depuis 2012 : Fabio Luisi

## L’académie d’orchestre
En plus de leurs tâches artistiques, les membres du Philharmonia Zurich se consacrent également au travail pédagogique. L’orchestre possède une académie d’orchestre avec quinze places d’études. Grâce à une formation de deux ans, les jeunes musiciens sont préparés à leur profession. En outre, une collaboration avec la Haute École des Arts de Zurich (Zürcher Hochschule der Künste ZHdK) donne la possibilité aux étudiants de la filière de Master d’« orchestre » d’obtenir un enseignement pratique en tant que bénévoles dans l’orchestre du Philharmonia Zurich.

## Le label «Philharmonia Records»
En collaboration avec l’Opernhaus Zürich AG, le Philharmonia Zurich crée en 2014 le label « Philharmonia Records », qui a publié ses premières productions de CD et DVD en Janvier 2015 pour le 30e anniversaire de l'orchestre.
Publications
- Hector Berlioz :  Symphonie fantastique (CD)
- Richard Wagner : Préludes et interludes (CD)
- Giuseppe Verdi : Rigoletto (DVD)
- Sergueï Rachmaninov : Intégrale des concertos pour piano. Soliste : Lise de la Salle. (date de parution : octobre 2015)

## Source
- (de) Cet article est partiellement ou en totalité issu de l’article de Wikipédia en allemand intitulé « Philharmonia Zürich » (voir la liste des auteurs).